# Принсвилл

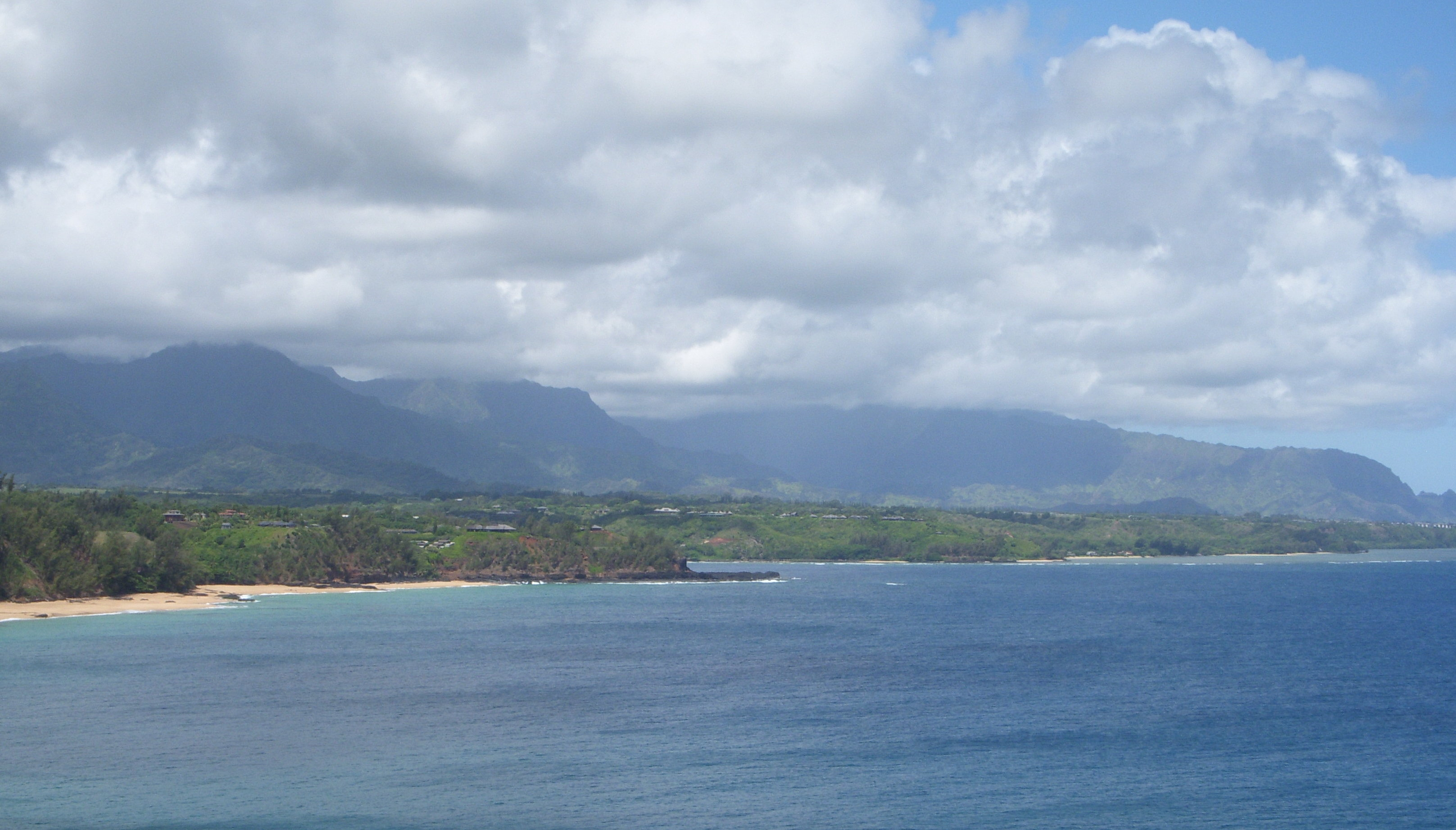
Вид на Принсвилл из национального заповедника Килауэа-Пойнт

Принсвилл (англ. Princeville) — статистически обособленная местность, расположенная в северной части острова Кауаи, округ Кауаи, штат Гавайи, США.

## История
Эта местность была названа в честь посещения в 1860 году принцем Альбертом Камеамеа, сыном короля Камеамеа IV и королевы Эммы. В то время это была плантация, принадлежащая Роберту Крайтон-Вилли. Он назвал другую часть плантации Эммавилл, но это имя не прижилось. Первоначально земля была засажена кофе, но он не подошёл для влажной низменности, после чего был посажен сахарный тростник. Плантации от Роберта унаследовал его племянник, но в 1866 году тот покончил жизнь самоубийством. В 1867 году земельный участок был куплен Элишей Хант-Алленом, и позднее стал ранчем крупного рогатого скота. В 1968 году земля была вновь продана для заселения и стало полем для гольфа и курортом под названием Принсвилл-на-Ханелеи.

## География
Согласно Бюро переписи населения США статистически обособленная местность Принсвилл имеет общую площадь 6,2 квадратных километров, из которых 5,5 км2 относится к суше и 0,7 км2 или 11,76 % — к водным ресурсам.

## Демография
По данным переписи населения за 2000 год в Принсвилле проживало 1698 человек, насчитывалось 752 домашних хозяйства, 491 семья и 1640 жилых домов. Средняя плотность населения составляла около 311,5 человек на один квадратный километр.
Расовый состав Принсвилла по данным переписи распределился следующим образом: 81,3 % белых, 0,3 % — чёрных или афроамериканцев, 0,5 % — коренных американцев, 4,6 % — азиатов, 3,4 % — коренных жителей тихоокеанских островов, 9 % — представителей смешанных рас, 1 % — других народностей. Испаноговорящие составили 4 % населения.
Из 752 домашних хозяйств в 23,4 % — воспитывали детей в возрасте до 18 лет, 53,5 % представляли собой совместно проживающие супружеские пары, в 9,2 % семей женщины проживали без мужей, 34,7 % не имели семьи. 26,1 % от общего числа семей на момент переписи жили самостоятельно, при этом 6,6 % составили одинокие пожилые люди в возрасте 65 лет и старше. В среднем домашнее хозяйство ведут 2,26 человек, а средний размер семьи — 2,7 человек.
Население Принсвилла по возрастному диапазону (данные переписи 2000 года) распределилось следующим образом: 19,3 % — жители младше 18 лет, 3,4 % — между 18 и 24 годами, 25,3 % — от 25 до 44 лет, 35,6 % — от 45 до 64 лет и 16,4 % — в возрасте 65 лет и старше. Средний возраст жителей составил 46 лет. На каждые 100 женщин приходилось 100,7 мужчин, при этом на каждые сто женщин 18 лет и старше приходилось 100,3 мужчин также старше 18 лет.

## Экономика
Средний доход на одно домашнее хозяйство Принсвилла составил 63 833 долларов США, а средний доход на одну семью — 67 266 долларов. При этом мужчины имели средний доход в 48 229 долларов в год против 29 542 долларов среднегодового дохода у женщин. Доход на душу населения составил 37 971 долларов в год. 7,4 % от всего числа семей в местности и 8,1 % от всей численности населения находилось на момент переписи за чертой бедности, при этом 11,5 % из них были моложе 18 лет и 4,3 % в возрасте 65 лет и старше.